# George Baldock
George Baldock (Buckingham, Inglaterra, Reino Unido, 9 de marzo de 1993-Glyfada, 9 de octubre de 2024) fue un futbolista inglés. Jugaba de defensa y su último equipo fue el Panathinaikos F. C. de Grecia.

## Trayectoria

### Milton Keyne Dons
Empezó su carrera en el equipo juvenil del Milton Keyne Dons. Debutó con el primer equipo el 1 de mayo de 2010 en el partido de la League One contra el Brighton & Hove Albion, disputado en el Stadium MK y que terminó en empate 0-0. Entró como sustituto de Daniel Powell en el minuto 81. Debutó con el club el último día de la temporada 2010-2011 en un partido de la League One contra el Oldham Athletic.
El 30 de octubre de 2011, se unió al Northampton Town cedido durante un mes. En marzo de 2012, fue cedido al Tamworth junto con su compañero Charlie Collins.[cita requerida] Debutó en un partido de liga que terminó en un empate 1-1 contra el Gateshead. El 3 de mayo de 2012 fue cedido al club islandés ÍBV por un mes. Debutó con el club tres días después, en el primer partido de la temporada 2012, que terminó con una derrota 2-1 fuera de casa contra el Selfoss. Fue sancionado con un partido de suspensión el 5 de junio de 2012 después de acumular cuatro tarjetas amarillas en sus seis primeros partidos. Marcó su primer gol con el ÍBV el 20 de junio de 2012 en la victoria por 3-1 fuera de casa ante el Grindavík, antes de ser sustituido por Ragnar Leósson. Al día siguiente, el club anunció que se había ampliado el periodo de préstamo de Baldock hasta el 8 de agosto, por lo que estaría disponible para la campaña de clasificación de la Liga Europa de la UEFA.
El 3 de julio de 2012, se le impuso una suspensión de un partido más después de convertirse en el primer jugador de la temporada en las ligas islandesas en alcanzar el límite de siete tarjetas amarillas en partidos de liga y copa. No obstante, hizo su primera aparición en una competición europea dos días después, al ser seleccionado en el once inicial para la derrota por 1-0 contra el equipo irlandés St Patrick's Athletic, en el partido de ida de la primera ronda de clasificación de la Liga Europa.
El 9 de agosto de 2012, el ÍBV anunció que la cesión de Baldock se había prorrogado hasta finales de ese mes. Tras su regreso del préstamo al ÍBV, volvió a vincularse, también en calidad de cedido, al Tamworth de la Conference Premier. Firmó con el club hasta final de año, junto con otros dos compañeros del ÍBV, Charlie Collins y Jordan Ivey-Ward. Marcó su primer gol para Tamworth contra Woking en una victoria de 3-2. El 19 de diciembre de 2012, marcó dos goles para Tamworth en su victoria por 4-2 ante Corby Town a domicilio en la segunda ronda de la FA Trophy.
Durante la primera mitad de la temporada 2014-2015, jugó en varias ocasiones con el MK Dons, llegando a participar en el equipo que ganó por 4-0 al Manchester United en el partido de vuelta de la segunda ronda de la Copa de la Liga el 26 de agosto de 2015. El 12 de febrero de 2015, firmó un contrato de préstamo hasta final de la temporada 2014-2015 con el Oxford United, de la League Two. Continuó jugando 12 partidos más para el club, marcando un gol en el minuto 90 en el partido de casa contra el Morecambe (1-1). Volvió a Oxford como jugador cedido por una temporada el 30 de junio de 2015. Durante su cesión, fue elegido en el equipo del año de la PFA de la League 2 2015-16 por sus actuaciones con el Oxford.
El 28 de enero de 2016, tras impresionar durante su periodo de préstamo con el club, el MK Dons anunció que había sido recuperado. El 3 de mayo de 2016, tras convertirse en un jugador habitual del primer equipo, fue nombrado jugador joven del año 2015-16 en la gala de fin de temporada del club.[cita requerida] El 29 de julio de 2016, firmó una ampliación de contrato con el MK Dons, por lo que seguiría en el club hasta el verano de 2018.[cita requerida] El 26 de noviembre de 2016, hizo su partido número 100 con ellos en una victoria de 2-1 contra el Coventry City.[cita requerida]

### Sheffield United
El 13 de junio de 2017 se unió al Sheffield United, firmando un contrato por tres años, equipo que esa temporada volvía a la EFL Championship. Debutó con su nuevo equipo el 26 de diciembre con una victoria de 3-0 frente al Sunderland en el estadio Bramall Lane.
El 28 de abril de 2019, Baldock participó en la promoción del Sheffield United a la Premier League, un hecho que no se producía desde hacía 12 años. Debutó en la Premier League el 10 de agosto en un partido que su equipo empató (1-1) contra el Bournemouth. El periodista Tom Prentki, del diario The Daily Telegraph, elogió su actuación y afirmó que fue «un factor clave» y que proporcionó la asistencia para el gol de su equipo. El 19 de agosto firmó un nuevo contrato de tres años con el club. El 9 de noviembre marcó su primer gol en la Premier League, igualando el marcador en un partido fuera de casa contra el Tottenham Hotspur tras un pase largo. El Sheffield United finalizó la temporada en novena posición, a pesar de que al principio de la campaña se le consideraba candidato al descenso, y Baldock y el lateral izquierdo Enda Stevens fueron descritos como «extraordinarios» por The Independent.
Baldock firmó un nuevo contrato de cuatro años el 12 de diciembre de 2020, que le uniría al club hasta 2024. El Sheffield United regresó a la Premier League en la temporada 2023-24, pero el jugador se lesionó y el equipo descendió de categoría. En mayo de 2024, se anunció que dejaría el equipo cuando expirara su contrato al final de la temporada 2023-24.

### Panathinaikos
El 29 de mayo de 2024, fichó por el Panathinaikos griego tras firmar un contrato de tres años. Debutó el 8 de agosto en la tercera ronda de clasificación de la Liga Europa de la UEFA contra el Ajax en casa, entrando como suplente en el minuto 63, y jugó tres partidos de la Superliga de Grecia, el último de los cuales fue un empate a cero contra el Olympiacos, en el Derby de los Eternos Enemigos, el 6 de octubre.

## Selección nacional
Aunque nació en Inglaterra, uno de sus abuelos era griego, por lo que podía jugar con la selección de ese país. El 27 de mayo de 2022 fue convocado por primera vez con Grecia para disputar cuatro encuentros de la Liga de Naciones de la UEFA 2022-23 en el mes de junio. Debutó el día 2 jugando los últimos minutos del triunfo por la mínima ante Irlanda del Norte.

## Vida
Su hermano mayor, Sam Baldock, también es futbolista profesional.
Baldock fue encontrado muerto en la piscina de su casa en Glyfada, —una ciudad al sur de Atenas ubicada en la Riviera de Atenas a lo largo de la costa del Golfo Sarónico—, el 9 de octubre de 2024, a la edad de 31 años. Su esposa en Inglaterra no había podido contactar con él durante varias horas, lo que llevó al dueño de su propiedad a descubrirlo. Se desconoce la causa de su muerte.

## Estadísticas
Actualizado al último partido disputado en su carrera.
| Club                                | Div.          | Temporada     | Liga  | Liga  | Copas nacionales | Copas nacionales | Copas internacionales | Copas internacionales | Total | Total |
| Club                                | Div.          | Temporada     | Part. | Goles | Part.            | Goles            | Part.                 | Goles                 | Part. | Goles |
| ----------------------------------- | ------------- | ------------- | ----- | ----- | ---------------- | ---------------- | --------------------- | --------------------- | ----- | ----- |
| Milton Keynes Dons F. C. Inglaterra | 3.ª           | 2009-10       | 1     | 0     | 0                | 0                | —                     | —                     | 1     | 0     |
| Milton Keynes Dons F. C. Inglaterra | 3.ª           | 2010-11       | 2     | 0     | 0                | 0                | —                     | —                     | 2     | 0     |
| Milton Keynes Dons F. C. Inglaterra | 3.ª           | 2011-12       | 0     | 0     | 3                | 0                | —                     | —                     | 3     | 0     |
| Northampton Town F. C. Inglaterra   | 4.ª           | 2011-12       | 5     | 0     | —                | —                | —                     | —                     | 5     | 0     |
| Northampton Town F. C. Inglaterra   | Total club    | Total club    | 5     | 0     | 0                | 0                | 0                     | 0                     | 5     | 0     |
| Tamworth F. C. Inglaterra           | 5.ª           | 2011-12       | 3     | 0     | —                | —                | —                     | —                     | 3     | 0     |
| ÍBV Islandia                        | 1.ª           | 2012          | 16    | 1     | 1                | 0                | 2                     | 0                     | 19    | 1     |
| ÍBV Islandia                        | Total club    | Total club    | 16    | 1     | 1                | 0                | 2                     | 0                     | 19    | 1     |
| Tamworth F. C. Inglaterra           | 5.ª           | 2012-13       | 15    | 1     | 4                | 2                | —                     | —                     | 19    | 3     |
| Tamworth F. C. Inglaterra           | Total club    | Total club    | 18    | 1     | 4                | 2                | —                     | —                     | 22    | 3     |
| Milton Keynes Dons F. C. Inglaterra | 3.ª           | 2012-13       | 2     | 0     | 0                | 0                | —                     | —                     | 2     | 0     |
| Milton Keynes Dons F. C. Inglaterra | 3.ª           | 2013-14       | 38    | 2     | 8                | 0                | —                     | —                     | 46    | 2     |
| Milton Keynes Dons F. C. Inglaterra | 3.ª           | 2014-15       | 9     | 0     | 5                | 0                | —                     | —                     | 14    | 0     |
| Oxford United F. C. Inglaterra      | 4.ª           | 2014-15       | 12    | 1     | —                | —                | —                     | —                     | 12    | 1     |
| Oxford United F. C. Inglaterra      | 4.ª           | 2015-16       | 27    | 2     | 8                | 0                | —                     | —                     | 35    | 2     |
| Oxford United F. C. Inglaterra      | Total club    | Total club    | 39    | 3     | 8                | 0                | 0                     | 0                     | 47    | 3     |
| Milton Keynes Dons F. C. Inglaterra | 2.ª           | 2015-16       | 15    | 0     | —                | —                | —                     | —                     | 15    | 0     |
| Milton Keynes Dons F. C. Inglaterra | 3.ª           | 2016-17       | 37    | 0     | 5                | 0                | —                     | —                     | 42    | 0     |
| Milton Keynes Dons F. C. Inglaterra | Total club    | Total club    | 104   | 2     | 21               | 0                | 0                     | 0                     | 125   | 2     |
| Sheffield United F. C. Inglaterra   | 2.ª           | 2017-18       | 34    | 1     | 4                | 0                | —                     | —                     | 38    | 1     |
| Sheffield United F. C. Inglaterra   | 2.ª           | 2018-19       | 27    | 1     | 0                | 0                | —                     | —                     | 27    | 1     |
| Sheffield United F. C. Inglaterra   | 1.ª           | 2019-20       | 38    | 2     | 2                | 0                | —                     | —                     | 40    | 2     |
| Sheffield United F. C. Inglaterra   | 1.ª           | 2020-21       | 32    | 0     | 2                | 0                | —                     | —                     | 34    | 0     |
| Sheffield United F. C. Inglaterra   | 2.ª           | 2021-22       | 27    | 1     | 0                | 0                | —                     | —                     | 27    | 1     |
| Sheffield United F. C. Inglaterra   | 2.ª           | 2022-23       | 36    | 1     | 4                | 0                | —                     | —                     | 40    | 1     |
| Sheffield United F. C. Inglaterra   | 1.ª           | 2023-24       | 13    | 0     | 0                | 0                | —                     | —                     | 13    | 0     |
| Sheffield United F. C. Inglaterra   | Total club    | Total club    | 207   | 6     | 12               | 0                | 0                     | 0                     | 219   | 6     |
| Panathinaikos F. C. · Grecia        | 1.ª           | 2024-25       | 3     | 0     | —                | —                | 1                     | 0                     | 4     | 0     |
| Panathinaikos F. C. · Grecia        | Total club    | Total club    | 3     | 0     | 0                | 0                | 1                     | 0                     | 4     | 0     |
| Total carrera                       | Total carrera | Total carrera | 392   | 13    | 46               | 2                | 3                     | 0                     | 441   | 15    |
| 1. 2.                               |               |               |       |       |                  |                  |                       |                       |       |       |